# Leptotarsus (Chlorotipula) virescens
Leptotarsus (Chlorotipula) virescens is een tweevleugelige uit de familie langpootmuggen (Tipulidae). De soort komt voor in het Australaziatisch gebied.